# Белозъбкови
Белозъбкови (Crocidurinae) са подсемейство дребни бозайници от семейство Земеровкови (Soricidae). За разлика от подсемейство Кафявозъбкови (Soricinae), при тях външният слой на зъбите е бял. Разпространени са главно в Африка и южните части на Евразия. Подсемейството включва най-едрата земеровка, Suncus murinus, с дължина около 15 cm, както и най-дребната земеровка, етруската земеровка (Suncus etruscus) с дължина около 3,5 cm, която е най-дребният съществуващ в наши дни бозайник.

## Родове
Подсемейство Crocidurinae – Белозъбкови
Crocidura – Белозъбки
Diplomesodon
Feroculus
Paracrocidura
Ruwenzorisorex
Scutisorex
Solisorex
Suncus – Многозъби белозъбки
Sylvisorex